# Слободка (Великодворский сельсовет)
Слободка — упразднённая деревня в Бабушкинском районе Вологодской области России.

## География
Урочище находится в юго-восточной части области, в подзоне южной тайги, на правом берегу реки Вохтомы, на расстоянии примерно 48 километров (по прямой) к юго-востоку от села имени Бабушкина, административного центра района. Абсолютная высота — 171 метр над уровнем моря.

### Климат
Климат характеризуется как умеренно континентальный, с продолжительной холодной зимой и умеренно тёплым летом. Среднегодовая температура воздуха — +1,8 °C. Средняя температура воздуха самого холодного месяца (января) — −13,1 °C (абсолютный минимум — −46 °C), средняя температура самого тёплого (июля) — +17 °С (абсолютный максимум — +37 °С). Вегетационный период длится 115 дней. Среднегодовое количество атмосферных осадков составляет 659 мм, из которых около 460 мм выпадает в период с апреля по октябрь. В течение года господствуют ветры юго-западного направления.

## История
В «Списке населенных мест Вологодской губернии по сведениям 1859 года» населённый пункт упомянут как владельческая деревня Никольского уезда, расположенная при речке Васенце, в 138,5 верстах от уездного города. В деревне имелось 15 дворов и проживало 74 человека (34 мужчины и 40 женщин). В 1881 году входила в состав Березниковской волости.
В 1940 году являлась частью Березниковского сельсовета Рослятинского района. По состоянию на 1 января 1973 года входила в состав Великодворского сельсовета Бабушкинского района.